# Tấn Kỳ
Tấn Kỳ (tiếng Trung: 晉祺; 9 tháng 3 năm 1846 - 5 tháng 3 năm 1900) là một hoàng thân của nhà Thanh trong lịch sử Trung Quốc, người thừa kế 1 trong 12 tước vị Thiết mạo tử vương.

## Cuộc đời
Tấn Kỳ sinh vào giờ Sửu, ngày 12 tháng 2 (âm lịch) năm Đạo Quang thứ 26 (1846), trong gia tộc Ái Tân Giác La. Ông là con trai trưởng của Khắc Cần Kính Quận vương Khánh Huệ, mẹ ông là Trắc Phúc tấn Ngô Giai thị (吳佳氏).
Năm Hàm Phong thứ 11 (1861), tháng 11, phụ thân ông qua đời, ông được thế tập tước vị Khắc Cần Quận vương (克勤郡王) đời thứ 15.
Năm Đồng Trị thứ 7 (1868), tháng 4, ông được bổ nhiệm tiến vào Lục ban (六班).
Năm thứ 11 (1872), tháng 9, Đồng Trị Đế đại hôn, ông được thưởng mang Hoa linh (花翎).
Năm Quang Tự thứ 7 (1881), tháng 1, quản lý sự vụ Chính Hoàng kỳ Giác La học.
Năm thứ 14 (1888), tháng 5, ông nhậm chức Đô thống Hán quân Tương Bạch kỳ. Tháng 8 thụ Ngự tiền Đại thần. 1 tháng sau thụ Duyệt binh Đại thần.
Năm thứ 15 (1889), Quang Tự Đế đại hôn, ông được nhậm chức Tông Nhân phủ Tả tông nhân (左宗人), ban hàm Thân vương (親王).
Năm thứ 17 (1891), điều làm Đô thống Mãn Châu Chính Bạch kỳ, sau lại điều làm Tương Hoàng kỳ Lĩnh thị vệ Nội đại thần kiêm quản lý Chính Bạch kỳ Doanh phòng.
Năm thứ 18 (1892), tháng 8, thay quyền Đô thống Mông Cổ Tương Hồng kỳ.
Năm thứ 19 (1893), tháng 8, nhậm Tông Nhân phủ Hữu tông chính (右宗正).
Năm thứ 20 (1894), nhân dịp Từ Hi Thái hậu vạn thọ (thọ 60 tuổi), ông được ban cho bốn đoàn Long bổ phục (龍補服), mỗi năm bổng lộc thưởng thêm 2000 bạc, lại điều làm Chính Hoàng kỳ Lĩnh thị vệ Nội đại thần.
Năm thứ 23 (1897), tháng 2, ông thay quyền Đô thống Hán quân Tương Bạch kỳ.
Năm thứ 25 (1899), quản lý sự vụ Vũ Anh điện, thay quyền Đô thống Mông Cổ Chính Lam kỳ.
Năm thứ 26 (1900), ngày 5 tháng 2 (âm lịch), buổi trưa, ông qua đời, thọ 55 tuổi, được truy thụy Khắc Cần Thành Quận vương (克勤誠郡王).

## Gia quyến

### Thê thiếp

#### Đích Phúc tấn
- Lâm Cổ Đặc thị (林古特氏), con gái của Đồng tri Canh Vực (庚棫).

#### Trắc Phúc tấn
- Đồng Giai thị (佟佳氏), con gái của Nhất đẳng Hộ vệ Thường Hi (常禧).
- Khang Giai thị (康佳氏), con gái của Tam đẳng Hộ vệ Văn Trì (文治).
- Tư Giai thị (司佳氏), con gái của Tá lĩnh Định Xương (定昌).

#### Thứ thiếp
- Diêm Giai thị (阎佳氏), con gái của Hộ vệ Phúc Tường (福祥).

### Hậu duệ

#### Con trai
1. Tung Kiên (崧堅, 1878 – 1879), mẹ là Trắc Phúc tấn Đồng Giai thị. Chết yểu.
2. Tung Kiệt (崧杰; 1879 – 1910), mẹ là Trắc Phúc tấn Khang Giai thị. Năm 1900 được thế tập tước vị Khắc Cần Quận vương. Sau khi qua đời được truy thụy Khắc Cần Thuận Quận vương (克勤順郡王). Có một con trai.
3. Tung Khuê (崧奎, 1880 – 1897), mẹ là Trắc Phúc tấn Đồng Giai thị. Vô tự.
4. Tung Hi (崧熙, 1887 – 1917), mẹ là Trắc Phúc tấn Tư Giai thị. Được ban thưởng mũ mão hàm Nhất phẩm. Có hai con trai.
5. Tung Đào (崧燾, 1891 - ?), mẹ là Trắc Phúc tấn Tư Giai thị.
6. Tung Huy (崧煇, 1892 - ?), mẹ là Trắc Phúc tấn Tư Giai thị.
7. Tung Dục (崧煜, 1894 - ?), mẹ là Trắc Phúc tấn Tư Giai thị.
8. Tung Đống (崧棟, 1897 – 1898), mẹ là Trắc Phúc tấn Tư Giai thị. Chết yểu.